# Cordemoya
Cordemoya é um género botânico pertencente à família Euphorbiaceae.

## Sinonímia
Boutonia Bojer ex Baill..

### Espécies
- Cordemoya acuminata
- Cordemoya integrifolia

## Nome e referências
Cordemoya Baill.